# Hemencyrtus casali
Hemencyrtus casali is een vliesvleugelig insect uit de familie Encyrtidae. De wetenschappelijke naam is voor het eerst geldig gepubliceerd in 1967 door De Santis.